# Леонидас Цорис
Леонидас Цорис (на гръцки: Λεωνίδας Τσώρης, Τσιώρης) е гръцки андартски капитан от Тесалия, деец на гръцката въоръжена пропаганда в Македония.

## Биография
Леонидас Цорис се включва в гръцката въоръжена пропаганда в Македония. Действа самостоятелно в Лехово. В началото на 1906 година е обграден в Лехово от турци, след като е издаден от българите. Прави неуспешен опит за самоубийство, но е пленен. След това умира в затвора в Костур.